# Рокитов при Хумењу
Рокитов при Хумењу (слч. Rokytov pri Humennom) насељено је мјесто са административним статусом сеоске општине (слч. obec) у округу Хумење, у Прешовском крају, Словачка Република.

## Становништво
| Година:    | 1994. | 2004.    | 2014.   | 2024.   |
| ---------- | ----- | -------- | ------- | ------- |
| Број људи: | 354   | 303      | 304     | 287     |
| Разлика:   |       | -14,40 % | +0,33 % | -5,59 % |

| Година:    | 2023. | 2024.   |
| ---------- | ----- | ------- |
| Број људи: | 294   | 287     |
| Разлика:   |       | -2,38 % |

Према подацима о броју становника из 2024. године насеље је имало 287 становника.